# 伊藤精美
伊藤 精美（いとう きよみ、1948年 - ）は、日本の地方公務員、ランドスケープアーキテクト。愛知県出身。
1971年、千葉大学園芸学部卒業。大学卒業後、東京都庁に勤務し、文京区土木部に出向して同区公園緑地課課長（1991 年当時）時代には元町公園復原工事を担当した。
その後東京都公園協会管理部施設課長、東部公園緑地事務所長、環境局参事、建設局公園緑地部長財団法人東京都公園協会 理事 東京都建設局参事（公園計画担当）などを歴任し、東京都退職後は株式会社石勝エクステリアや東京都建設防災ボランティア協会勤務していた。
2013年、第35回日本公園緑地協会北村賞受賞。